# Franken (Francja)
Franken – miejscowość i gmina we Francji, w regionie Grand Est, w departamencie Górny Ren.
Według danych na rok 1990 gminę zamieszkiwały 252 osoby, 41 os./km².